# Эскроу-счёт
Эскроу-счёт (англ. escrow) — специальный условный счёт, на котором учитываются имущество, документы или денежные средства до наступления определённых обстоятельств или выполнения определённых обязательств. Услуги по открытию эскроу-счетов в мировой практике могут оказывать банки, юридические компании, специализированные фирмы или другие эскроу-агенты.
Обычно применяется для исполнения трёхстороннего договора, который заключён между участниками: продавцом, покупателем и третьей стороной (банком или иной организацией). Последний выполняет функцию доверительной стороны и гаранта.
Процесс открытия эскроу-счёта:
- составление и подписание трёхстороннего договора, сторонами которого являются плательщик (так называемый депонент), получатель (бенефициар), а также доверительное лицо,
- регистрация соответствующего счёта,
- размещение на нём оговоренной денежной суммы, используемой для выполнения расчётов по торгово-финансовой операции, выступающей предметом договора.

В свою очередь, банк (доверительная сторона) обязуется обеспечивать наличие неснижаемого остатка путём технической блокировки денег до выполнения оговоренных обязательств.
Широкое распространение получили при продажах строящихся объектов недвижимости, в частности, в 2017 году в России инициирована реформа, запрещающая получать застройщикам напрямую от покупателей средства на строительство и вводящая счета-эскроу для расчётов с покупателями (в ином случае при банкротстве строительной компании дольщики не получали свои квартиры и теряли деньги), а с июля 2019 года для новых объектов расчёты с использованием эскроу-счетов стали обязательными.

## Юридический счёт
Юридический банковский счет представляет собой финансовый инструмент, предоставляемый банком для осуществления различных финансовых операций клиентами, будь то физические или юридические лица. Важной характеристикой такого счета является его способность к проведению международных транзакций, включая заграничные переводы.
Основное отличие юридического банковского счета заключается в том, что компенсационные выплаты, полученные на территории другого государства, могут быть проведены только через такой тип счета. Такие выплаты, например, зарплатные средства или доходы от инвестиций, которые были заработаны за пределами страны проживания, должны быть зачислены на юридический банковский счет для последующего использования или перевода. Это обеспечивает контроль и регулирование международных финансовых операций и облегчает соблюдение налоговых и правовых требований в различных странах.
При открытии такого счета клиенту предоставляются три варианта: быть налоговым резидентом страны, в которой был получен доход; иметь депозитный счет в конкретной финансовой организации; или использовать счет этой организации для единоразового международного перевода. Каждый из этих вариантов имеет свои особенности и может быть выбран в соответствии с потребностями и целями клиента.